# 严北溟
嚴北溟（1907年12月12日—1990年3月14日），字渤侯，湖南湘潭人，中國哲學史與佛教哲學史專家。
他於1924年經由考試考取湖南省郵務管理局郵務員，後來於1927年5月，經由郭亮介绍加入中國共產黨，後因馬日事變而中斷與共產黨的聯絡。

## 主要著作
- 《論第二次世界大戰》
- 《我國過渡時期的經濟和上層建築》
- 《社會主義制度下的勞動》
- 《孔子的哲學思想》
- 《辯證唯物主義和經濟規律》
- 《中國古代哲學寓言故事選》
- 《儒道佛思想散論》
- 《中國佛教哲學簡史》
- 《列子注釋》